# Шойгу, Кужугет Сереевич
Кужуге́т Сереевич Шойгу́ (тув. Күжүгет Серээ оглу Шойгу; 24 сентября 1921, Кара-Холь, Тувинская Народная Республика — 1 декабря 2010, Москва) — советский партийный и государственный деятель, секретарь Тувинского обкома КПСС, первый заместитель председателя Совета министров Тувинской АССР, в течение шести лет — редактор республиканской общественно-политической газеты «Шын» на тувинском языке.

## Биография
Кужугет Сереевич Шойгу родился 24 сентября 1921 года в Народной Республике Танну-Тува, спустя месяц после съезда народа Тувы, объявившего в августе 1921 года о создании независимого государства в центре Азии — Танну-Тува. При рождении Шойгу было личным именем, а Кужугет — фамилией, но при выдаче паспорта был записан наоборот, под фамилией Шойгу.
В советский период Тувинской истории являлся членом КПСС, занимал пост секретаря Тувинского обкома КПСС.
В 1980-е годы работал на должности заместителя председателя Совета министров Тувинской АССР.
В 1990-е годы стал известен на общероссийском уровне после того, как его сын, Сергей Кужугетович Шойгу, занял пост министра чрезвычайных ситуаций Российской Федерации.
Скончался после продолжительной болезни 1 декабря 2010 года. Похоронен рядом с женой на Троекуровском кладбище в Москве.

## Семья
- Брат — Калин-оол Сереевич Кужугет (1936—2022).
- Жена — Александра Яковлевна Шойгу (Кудрявцева) (08.11.1924—12.11.2011). Родилась в селе Яковлево неподалёку от города Орёл. Оттуда, незадолго до Великой Отечественной войны, с семьёй переехала на Украину — в Кадиевку. Зоотехник, заслуженный работник сельского хозяйства Республики Тува, до 1979 года — начальник планового отдела Министерства сельского хозяйства республики, неоднократно избиралась депутатом Верховного Совета Тувинской АССР.
- Санаа, Светлана Кужугетовна — старшая дочь от первого брака;
- Шойгу, Лариса Кужугетовна (1953—2021) — депутат Государственной думы России пятого созыва — дочь;
- Шойгу, Сергей Кужугетович (род. 1955) — российский государственный деятель, министр обороны Российской Федерации (2012—2024) — сын;
  - Шойгу, Юлия Сергеевна (род. 1977) — директор Центра экстренной психологической помощи МЧС России (с 2002 года) — внучка, дочь Сергея Шойгу;
  - Шойгу, Ксения Сергеевна (род. 1991) — президент Федерации триатлона России (с 2020 года) — внучка, дочь Сергея Шойгу.
- Захарова, Ирина Кужугетовна (род. 1960) — дочь, врач.

## Награды
- Орден Трудового Красного Знамени (1976);
- Три ордена «Знак Почёта» (1962, 1966, 1971);
- Орден Республики Тыва (2007) — за многолетнюю и плодотворную работу на различных участках производственной, хозяйственной, партийной, научной и культурной деятельности;
- Медаль «За доблестный труд в ознаменование 100-летия со дня рождения В. И. Ленина» (1970);
- Медаль «За освоение целинных земель» (1957);
- Медаль Республики Тыва «За доблестный труд» (2001);
- другие медали.

## Сочинения
- «Перо чёрного грифа» (2001)
- «Танну-Тыва. Страна озер и голубых рек» (2004)